# Jozef Ambruš
Jozef Ambruš, slovaški literarni zgodovinar, urednik in prevajalec, * 22. september 1914, Horný Badín, Slovaška, † 2. april 1993, Bratislava.

## Življenje in delo
Na filozofski fakulteti v Bratislavi je v letih 1934—1937 študiral  slavistiko in klasično filologijo, vmes se je strokovno izpopolnjeval v Krakovu (1935) in Ljubljani (1937). V letih 1939/1940 je bil lektor za slovenščino v Bratislavi, od leta 1964 dalje pa znanstveni svetnik za slovaško književnost pri Akademiji znanosti v Bratislavi. V slovaškem revijalnem tisku Nová žena, Slovenské pohl'ady, Slovenský hlas je objavljal prevode iz slovenske književnosti, predvsem pesmi Franceta Prešerna in črtice Ivana Cankarja. Pisal je tudi strokovne ocene prevodov slovenskih del drugih prevajalcev in se zavzemal za tesnejše sodelovanje s Slovenci. Uredil in objavil Cankarjev roman Na klancu  v prevodu J. Gálike (Na závoze, Košice 1947).